# Netzaí Sandoval
Netzaí Sandoval ganó el Premio Sentencias 2021 al mejor litigante en defensa de personas migrantes, junto con la Unidad de Litigio Estratégico que él creó. Es un abogado experto en derecho internacional de los Derechos Humanos y profesor de Amparo en la Universidad Iberoamericana, campus Santa Fe. Se desempeñó del 2019- 2023 como director general del Instituto Federal de Defensoría Pública, siendo designado por unanimidad del Consejo de la Judicatura Federal a propuesta del Ministro Presidente, Arturo Zaldívar. En enero de 2022 fue ratificado por 3 años más al frente de la Defensoría Pública, por parte del Pleno del Consejo de la Judicatura Federal, sin embargo no cumplió su periodo al ser despedido por Norma Piña en enero de 2023.
Fue el primer abogado en presentar una denuncia internacional ante la Corte Penal Internacional de La Haya, conocida como Juicio Penal Internacional en contra del Gobierno de México, por crímenes de guerra y delitos de lesa humanidad, respaldada por más de 23 mil ciudadanos. Después de esa demanda, otras organizaciones internacionales también han solicitado a la Corte que investigue los crímenes cometidos durante la "Guerra del narcotráfico" emprendida por Calderón.

## Reseña biográfica

### Trayectoria profesional
Actualmente es Secretario de Estudio y Cuenta, Coordinador de Ponencia de la Ministra Lenia Batres Guadarrama en la Suprema Corte. También fue parte de la ponencia del Ministro Arturo Zaldívar en la Suprema Corte de Justicia de la Nación. Es un abogado certificado por el Poder Judicial de la Federación para ejercer el cargo de Secretario de Estudio y Cuenta. De 2008 a 2010 fue asesor del Presidente de la Suprema Corte de Justicia de la Nación, Ministro Guillermo Ortiz Mayagoitia. Es profesor en diversas universidades públicas y privadas en México. Funge como profesor en la cátedra sobre el Juicio de amparo en la Universidad Iberoamericana Ciudad de México.
Realizó sus estudios de maestría en la Universidad Complutense de Madrid, siendo el tema de “La libertad de manifestación y reunión en materia electoral. Los casos de España y México", su producción académica de fin de grado.
Es autor de diversos libros, destacando su trabajo sobre derecho electoral que ha sido reseñado e incorporado a bibliotecas jurídicas especializadas  y sus publicaciones sobre Tecnologías de la Información.   También ha publicado diversos textos académicos sobre la petición que presentó ante la Corte Penal Internacional.  Su trabajo de investigación ha sido citado y utilizado como insumo para el trabajo parlamentario en el Congreso Federal de los Estados Unidos Mexicanos. Ha colaborado en obras sobre Derecho Procesal Constitucional y Convencional con la coordinación de Eduardo Ferrer Mac-Gregor, analizando aspectos fundamentales de la interpretación, el debido proceso en procedimientos migratorios que involucra a niñas y niños, defensa pública, así como derechos y garantías de niñas y niños en conflictos armados. 
Es conocido por su asistencia recurrente a manifestaciones y protestas, pues los medios de comunicación utilizan sus fotografías como fuente de información en tiempo real de los eventos que se presentan en esos actos públicos. Como líder de opinión es consultado continuamente por medios nacionales y extranjeros en temas relacionados con justicia y derechos humanos.

### Casos destacados de la defensoría pública
Límite a la duración de la prisión preventiva oficiosa. Durante años los tribunales federales y locales de México asumieron que la prisión ordenada por el artículo 19 constitucional para ciertos tipos penales, era irrevocable. Esto significaba que la duración de la prisión preventiva oficiosa era ilimitada y no podía sustituirse por ninguna otra medida cautelar. Incluso se asumía la existencia de un régimen de excepción en el que los acusados de ciertos delitos carecían de ciertos derechos, como el acceder a una audiencia de revisión de medidas cautelares. Siguiendo los planes de trabajo y las ideas de litigio de Netzaí, la defensoría llevó un caso hasta la Suprema Corte de Justicia de la Nación para modificar este criterio. La Primera Sala dio la razón a la defensoría pública y estableció que la prisión preventiva no debe durar más de dos años por regla general. Una vez agotado ese plazo, deberá celebrarse una audiencia de revisión de la medida cautelar y deberá ponerse en libertad al imputado, siempre que el retraso en el juicio no sea atribuible a la defensa. Así se logró un precedente histórico y obligatorio para todos los jueces del país, que podrá beneficiar a miles de personas sujetas a prisión preventiva prolongada. 
Derechos de niñas y niños hijos de migrantes. Logró, a través de la Unidad de Litigio Estratégico en Derechos Humanos del Instituto Federal de Defensoría Pública —que él creó—, un amparo por omisión legislativa que ha sido considerado histórico por parte del propio Consejo de la Judicatura Federal. Se demostró en el juicio que desde febrero de 2017 el Poder Legislativo ha sido omiso al no emitir la Ley General que armonice y homologue la organización y el funcionamiento de los Registros Civiles en todos los estados del país. La sentencia lograda genera un precedente para la defensa pública porque antiguamente la defensoría no planteaba estos temas ante los jueces federales. La Defensoría logró demostrar que la omisión legislativa viola, en perjuicio de hijas e hijos de migrantes en situación irregular, el derecho a la igualdad y no discriminación, al registro de nacimiento inmediato, al nombre, a la nacionalidad, a la identidad, a la seguridad jurídica y a que prevalezca el interés superior del menor. Gracias a la sentencia de amparo se ordenó a las Cámaras de Diputados y Senadores expedir, a la brevedad posible, la Ley Reglamentaria correspondiente.
Justicia restaurativa. Caso Tania Elis. La defensoría pública intervino en casos paradigmáticos por instrucciones de Netzaí Sandoval, logrando la libertad de Tania Elis estudiante de excelencia de 24 años del sexto semestre de Sociología en la UNAM. Originalmente su familia intentó llevar el caso con abogados particulares con los que se le decretó prisión preventiva, erogó altos honorarios y todo indicaba que permanecería en esa condición durante un largo proceso penal. Por recomendación de organizaciones como CONAVIM (Comisión Nacional para Prevenir y Erradicar la Violencia Contra las Mujeres) y diversos activistas Tania y su familia revocaron esa defensa privada y acudieron a los servicios del Instituto Federal de Defensoría Pública. La defensoría tomó la representación en forma totalmente gratuita. Tania prestará servicios a la comunidad a través de INMUJERES y deberá informarlo cada mes a la facilitadora. Este caso demuestra algunas de las ventajas que ofrece el sistema penal acusatorio que ha sido tan criticado por los voceros de la mano dura. Una vez aprobado el acuerdo por el Juez, Tania fue puesta en libertad inmediatamente. Ni ella, ni su familia tuvieron que pagar multas, fianzas, ni cantidad alguna.
Casos ante la Suprema Corte de Justicia de la Nación. Durante su gestión por primera vez en la historia el director general de la Defensoría Pública denunció contradicciones de tesis ante el Máximo Tribunal del país. Denunció la divergencia de criterios que se presentaban en materia de Juicios Orales Mercantiles. Dichos juicios fueron creados para tratar de resolver de manera eficiente los problemas de acceso a la justicia de pequeñas empresas que enfrentan un sistema costoso, inaccesible y lento. Sin embargo, muchos jueces estaban importando los requisitos formalistas de los tradicionales juicios mercantiles, a los juicios orales. Con esta argucia lograban desechar demandas por el hecho de no anexar copias de ciertos documentos, eliminando su carga de trabajo pero dejando a los microempresarios con el problema legal sin resolver. Gracias al caso presentado por la defensoría pública, la Suprema Corte resolvió el caso conforme al principio de especialidad y señaló que toda vez que el capítulo especial dispone reglas específicas, no es dable recurrir a las generalidades previstas para el juicio ordinario y exigir adicionalmente las constancias que se prevén para ese tipo de juicios. También se respetó así la intención de tener juicios orales ágiles y desformalizados.
Casos ante el Sistema Universal de Protección de los Derechos Humanos. En su carácter de director general de la Defensoría pública federal creó la secretaría técnica de combate a la tortura en junio de 2019 quien encabeza el litigio del caso de Brenda Quevedo demostrando que en su caso existió tortura y detención arbitraria. Hizo posible que el litigio de la Defensoría Pública llegue a instancias donde nunca antes se habían planteado casos a través de una institución pública que forma parte del Estado Mexicano; ello implicó un litigio de más de un año ante el Grupo de Trabajo de Detenciones Arbitrarias (GTDA) donde se demostró que Brenda pasó más de una década en prisión preventiva sin sentencia. La opinión del GTDA implica que se deben implementar reformas al sistema de justicia para evitar que casos como éste se repitan. El Estado Mexicano ha informado que dará cumplimiento a la determinación del GTDA y cumplirá sus recomendaciones, liberando a Brenda a la brevedad.

### Casos que litigó personalmente
Reunificación familiar de una madre migrante y su hija. Netzaí Sandoval litigó diversos casos personal y directamente —sin realizar ningún cobro por ello— y obtuvo diversas resoluciones ante los tribunales federales haciendo valer los derechos de niños nacidos en México, de padres en situación de movilidad (migrantes o refugiados) como en el Amparo Indirecto 2234/2019 del juzgado segundo de distrito en el Estado de Chiapas, con residencia en la Ciudad de Tapachula, en el que fungía directamente como representante especial. Logró primero una suspensión y después una sentencia de amparo que protegió a una niña mexicana y a su madre nacida en Honduras. Logró reunificar a esta familia después de que habían sido separadas por años al ser una de ellas víctima de trata y deportada ("retorno asistido") por el Instituto Nacional de Migración, mientras que la menor fue registrada como hija de otra persona. Primero logró un régimen de convivencias con la verdadera madre supervisado por el DIF. Pudo demostrar con pruebas genéticas y otras periciales la relación de parentesco real. Consiguió que se ordenara la emisión de un acta de nacimiento nueva. Finalmente hizo valer el derecho a la identidad de la menor que ahora tendrá conocimiento de su verdadero origen, su nombre real (que había sido alterado por la tratante), su familia y su cultura. Podrá acceder por ejemplo a la doble nacionalidad y a otros derechos que le asisten.
Derecho a la no discriminación. En marzo de 2017 presentó un caso ante la Comisión Interamericana de Derechos Humanos impugnando las políticas discriminatorias de Donald Trump en contra de migrantes. Acompañó a Andrés Manuel López Obrador a la sede de la Comisión Interamericana de los Derechos Humanos en Washington, para interponer la denuncia donde se solicitan medidas cautelares para frenar las órdenes ejecutivas dictadas por Trump en cuanto a la construcción de un muro en la frontera con México y la deportación masiva e inmediata de migrantes incluso por faltas menores. El abogado asegura que las órdenes ejecutivas de Trump violan diversas libertades fundamentales como el derecho a no ser discriminado, el principio de la presunción de inocencia, el acceso a la justicia, el debido proceso, el derecho a la reunificación familiar, así como el derecho al salario y a la propiedad privada de los migrantes. Ha expuesto públicamente las bases de su demanda, pues tuvo que convencer a la opinión pública de que la Comisión Interamericana sí tiene competencia para resolver casos y emitir medidas cautelares cuando se denuncia a los Estados Unidos de América. También expuso que la Comisión Interamericana ha resuelto casos importantes condenando el tipo de políticas que impulsa Trump, por considerarlas racistas.
Libertad de tránsito y manifestación. En junio de 2016 Netzaí Sandoval ganó dos suspensiones a través de juicios de amparo indirecto, para permitir el libre tránsito e ingreso a la Ciudad de México de 2 caravanas de profesores. Los maestros habían sido víctimas de la táctica policial de encapsulamiento o kettling que se utiliza en México para privar a los manifestantes de toda libertad de desplazamiento. Los profesores fueron frenados por la Policía en las entradas a la Ciudad (Calzada Zaragoza y Santa Fe) y se les prohibía moverse tanto en autobús, como caminando. Se encontraban completamente privados de su libertad. El amparo obtenido por Sandoval, permitió que los profesores recuperaran su libertad de tránsito e ingresaran a la Ciudad para acudir a la manifestación del 17 de junio de 2016.
Seguridad ciudadana. En noviembre de 2011 presentó una denuncia ante la Corte Penal Internacional de La Haya, alegando que en México se cometen crímenes internacionales tanto por parte de las fuerzas de seguridad del Estado mexicano, como a cargo de los carteles de la droga. Sandoval señaló en ese entonces que en México se cometen violaciones generalizadas a los derechos humanos. Su denuncia ha sido respaldada posteriormente por conclusiones de organizaciones internacionales, como el informe del Relator especial sobre Tortura de Naciones Unidas, Juan E. Méndez que señaló en 2015 que en México la tortura es generalizada. El abogado ha señalado que Felipe Calderón utiliza recursos públicos y oficiales federales para su defensa personal en el proceso jurídico que se inició ante la Corte Penal Internacional de La Haya.
Por este caso fue amenazado de muerte en 2011 y vivió exiliado de su país.

## Premios
El Premio Sentencias 2021 fue otorgado al director general, Netzaí Sandoval y a la Unidad de Litigio Estratégico en Derechos Humanos del IFDP -área especializada creada por él en 2019- como el mejor equipo litigante del Continente en la defensa de migrantes otorgado por la Agencia de la Organización de las Naciones Unidas para los Refugiados (ACNUR), la Corte Interamericana de Derechos Humanos, el Comité Internacional de la Cruz Roja, Sin Fronteras IAP, y otras instituciones internacionales.
Recibió el reconocimiento Alfonso García Robles 2022, que otorga anualmente la Universidad Nacional Autónoma de México por labores destacadas en favor de las personas migrantes, como director general del IFDP.

## Publicaciones
- La lentitud de la (in)justicia. Inejecución de sentencias y derechos humanos, Sandoval Ballesteros, Netzaí (Tirant lo Blanch), 2021. ISBN 9788413971162
- Diccionario de derecho procesal constitucional y convencional, tercera edición, 1001 voces. In Memoriam Dr. Héctor Fix-Zamudio. Tomo I y Tomo II. Coordinador Eduardo Ferrer Mag-Gregor. Netzaí Sandoval es autor de las voces interpretación docta, interpretación genética, interpretación exegética, defensa pública, Derechos y garantías de niñas y niños en conflictos armados, Derechos y garantías de niñas y niños en el contexto de la migración (jurisprudencia interamericana), así como Debido proceso en procedimientos migratorios que involucren niñas y niños.
- La crisis de parcialidad en el sistema electoral mexicano; en Estudio de casos líderes nacionales Vol. IX. Cuestiones actuales de la neutralidad gubernamental. (Tirant lo blanch) 2020.
- Teoría sobre la nulidad de elecciones en México; Sandoval Ballesteros, Netzaí (Porrúa), 2013. ISBN 9786070914119

- La negativa del derecho a la información en las boletas electorales: una violación a los derechos humanos; Sandoval Ballesteros, Netzaí (Nuevos escenarios del derecho electoral: los retos de la reforma de 2007-2008).

- Las restricciones a la libertad de reunión en relación con las elecciones en España y México, Sandoval Ballesteros, Netzaí (Boletín Mexicano de Derecho Comparado, Número 136 Sección de Artículos, 2013).

- La admisión jurisprudencial del voto por Internet para los residentes en el extranjero de la Ciudad de México, Sandoval Ballesteros, Netzaí (Boletín Mexicano de Derecho Comparado, Número 142 Sección de Artículos, 2015).

- Wolff, Robert Paul, En defensa del anarquismo, New York, Harper and Row, 1970, Sandoval Ballesteros, Netzaí (Problema. Anuario de Filosofía y Teoría del Derecho, Número 9 Sección de Reseñas / Review Essay, 2015).